# Wallis Glacier
Wallis Glacier är en glaciär i Antarktis. Den ligger i Östantarktis. Nya Zeeland gör anspråk på området. Wallis Glacier ligger 474 meter över havet.
Terrängen runt Wallis Glacier är kuperad söderut, men norrut är den bergig. Trakten är obefolkad. Det finns inga samhällen i närheten.